# نورث کاری
نورث کاری (به انگلیسی: North Curry) یک روستا و محله مدنی در بریتانیا است که در تاونتون دین واقع شده‌است. نورث کاری ۱٬۶۴۰ نفر جمعیت دارد.